# Білобоки
Білобоки (пол. Białoboki) — село в Польщі, у гміні Ґаць Переворського повіту Підкарпатського воєводства.
Населення — 712 осіб (2011).

## Історія
Перша згадка поселення Білобоки, що знаходиться за 8 км на південний захід від Переворська, зазначена у міських актах Львова 1378 року. За місцевими легендами назва села походить від стін замку з білого каміння, або від Білого потоку.
У 1515 р. наявні 6 ланів ріллі.
Село ланцутського ключа Перемишльської землі Руського воєводства з 4,5 ланами землі купив 1583 року Костянтин Корнякт. Наприкінці XVI ст. його син Констянтин Корнякт молодший заклав тут свою резиденцію, яку захопив Станіслав Стадницький, а Корнякт згідно з легендою втік підземним ходом і перебраний селянином добрався до іншого замку. Після загибелі С. Стадницького 1610 року Корнякт-молодший розбудував резиденцію на замок. Після смерті 1603 р. батька він перебрався разом з матір'ю у Перемишльську землю, розпродавши маєтності біля Львова. Він став підписуватись на шляхетний манер «Корнякт з Білобок», адже завдяки статкам батька належав до найбагатших людей Руського воєводства.
У 1975-1998 роках село належало до Перемишльського воєводства.

### Замок
Заклав рід львівських міщан-греків Корняктів.
Житлові будівлі замку були багато оздоблені білокам'яною різьбою, статуями. Чотирикутним замок був обведений ровом, що заповнювався водою з ріки, мав звідний міст. Замковий пагорб, можливо, був штучно насипаний посеред болота чи штучного озера. В час великого нападу орд татар 1624 р. неподалік Білобок ординці розбили табір, звідки спустошували околиці. Вони здобули замок у Білобоках, а К. Корнякт загинув від отриманих ран.
За легендою гарнізон замку складався з татар, яких спровадили Корнякти для тримання в послуху своїх селян. Замок почав занепадати наприкінці XVII ст. після смерті синів Кароля Францішка Корнякта (†1672) вигас цей рід, у наступному столітті дійшов до руїни. У XIX ст. його будівлі наказав розібрати Єжи (Юрій) Любомирський з Переворська. Через замковий двір пройшла дорога, а з його мурів на сьогодні залишились відрізок муру та рештки круглої вежі муру заввишки до 0,5 м. Проглядаються рештки замкового пагорба та ровів. У 1960-х роках на замковому дворі знаходився майданчик з дитячими каруселлю, гойдалками тощо.
Згідно з "Географічним словником Королівства Польського" село належало до Ланцутського повіту Королівства Галичини і Володимирії, у Білобоках у 1880 р. були 81 будинок і 481 мешканець. Римо-католики належали до парафії в Ужейовичах.
У міжвоєнний період село входило до ґміни Маркова Переворського повіту Львівського воєводства.

## Демографія
Демографічна структура станом на 31 березня 2011 року:
|          | Загалом | Допрацездатний вік | Працездатний вік | Постпрацездатний вік |
| -------- | ------- | ------------------ | ---------------- | -------------------- |
| Чоловіки | 330     | 70                 | 215              | 45                   |
| Жінки    | 382     | 79                 | 207              | 96                   |
| Разом    | 712     | 149                | 422              | 141                  |